# Abderrahmane
Abderrahmane, Abdul Rahman o Abdurrahman es un nombre masculino de procedencia árabe  (en árabe, عبد الرحمان).

## Personas con este nombre
- Abderrahmane Abdelli, autor, compositor y cantautor argelino.
- Abderrahmane Bouguermouh, cineasta argelino.
- Abderrahmane Boushaki, militar y político argelino.
- Abderrahmane Farès, político argelino.
- Abderrahmane Hammad, atleta argelino.
- Abderrahmane Sissako, cineasta nacido en Mauritania.
- Abderrahmane Soukhane, futbolista argelino.

- Datos: Q307378
- Multimedia: Abd al-Rahman (given name) / Q307378